# 코콜란 팔로베이코트
코콜란 팔로베이코트(핀란드어: Kokkolan Palloveikot)는 코콜라를 연고로 하는 핀란드의 축구 클럽이다. 현재는 핀란드의 2부 축구 리그인 위코넨에 참가하고 있다.

## 성적
- 베이카우스리가 우승 1회 (1969)

## 선수 명단

### 현역
참고: FIFA 자격 규정에 따라 소속된 국가대표팀 국기를 표시합니다. 선수는 복수의 FIFA 비회원국 국적을 가지고 있을 수 있습니다.
| 번호 | 포지션 | 국적 | 이름 |
| ---- | ------ | ---- | ---- |

| 번호 | 포지션 | 국적 | 이름                |
| ---- | ------ | ---- | ------------------- |
| 28   | DF     | 가나 | 저스티스 아다르카와 |
| -    | DF     |      | 아르디 므푼두       |

### 역대
틀:위쾨넨